# Gaio Cornelio Cetego
Gaio Cornelio Cetego (in latino Gaius Cornelius Cethegus; fl. 200-193 a.C.) è stato un politico e militare romano.

## Biografia
Appartenente al ramo patrizio dei Cetego della gens Cornelia, era figlio di Lucio Cornelio Cetego e nipote di Marco Cornelio Cetego.
Nel 200 a.C. fu comandante dell'esercito romano nella Spagna citeriore in qualità di proconsole, e batté una forza ostile di Edetani, eliminando 15.000 dei loro guerrieri. 
Ricoprì questa carica ancora prima di essere edile curule; eletto in absentia mentre si trovava ancora in Iberia, nel 199 a.C. organizzò dei giochi magnificenti.
Nel 197 a.C. fu console: in questa veste sconfisse gli Insubri e i Cenomani in Gallia cisalpina, ottenendo la celebrazione del trionfo.
Nel 194 a.C. era censore. L'anno successivo, in cui esercitava il lustrum, si recò a fare da mediatore insieme a Marco Minucio Rufo e Scipione l'Africano tra Massinissa e i Cartaginesi, che guerreggiavano.